# Нижнее Уэле
Нижнее Уэле (фр. Bas-Uele) — провинция Демократической Республики Конго, расположенная на севере-востоке страны. Население провинции — 1 093 845 человек (2005). Административный центр — город Бута.

## География
До конституционной реформы 2005 года провинция Нижнее Уэле была частью бывшей Восточной провинции. На севере провинция граничит с Центральноафриканской Республикой, на востоке с провинцией Верхнее Уэле, на западе с Экваториальной провинцией. По территории провинции протекает река Уэле.

## Здравоохранения
В провинции плохое состояние здравоохранения. В 2005 году была вспышка эпидемии чумы, в результате чего умерли 57 человек.

## Территории
- Акети
- Анго
- Бамбеса
- Бондо
- Бута
- Поко